# Natrix astreptophora
Natrix astreptophora is een waterminnende slang uit de familie toornslangachtigen (Colubridae) en de onderfamilie waterslangen (Natricinae). De soort komt voor op het Iberisch Schiereiland, het zuiden van Frankrijk en de kustzone van Maghreb, van Tanger tot Tunesië. De soort werd lang beschouwd als ondersoort van de oostelijke ringslang (Natrix natrix). In 2016 bleek uit onderzoek dat het als aparte soort moet worden beschouwd.
Uiterlijk is de Natrix astreptophora moeilijk te onderscheiden van de in de Benelux voorkomende ringslang (Natrix helvetica). Het heeft echter een roodachtige iris, bij de ringslang is deze geelachtig of bruin. Het aantal buikschubben is 156 tot 166, lager dan bij de ringslang (162 tot 182), terwijl het aantal subcaudale schubben iets hoger is. Bij jonge exemplaren van Natrix astreptophora zijn de grote schilden op de bovenkant van de kop direct achter de ogen diepzwart en contrasteren sterk met de gele halvemaanvormige vlekken verderop. Bij oudere exemplaren verdwijnt dit contrast.
De Natrix astreptophora leeft meer op het land dan de ringslang, die meer afhankelijk is van de nabijheid van water.

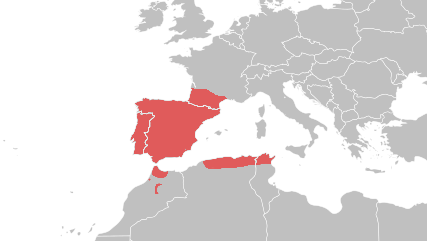
Verspreidingsgebied in rood
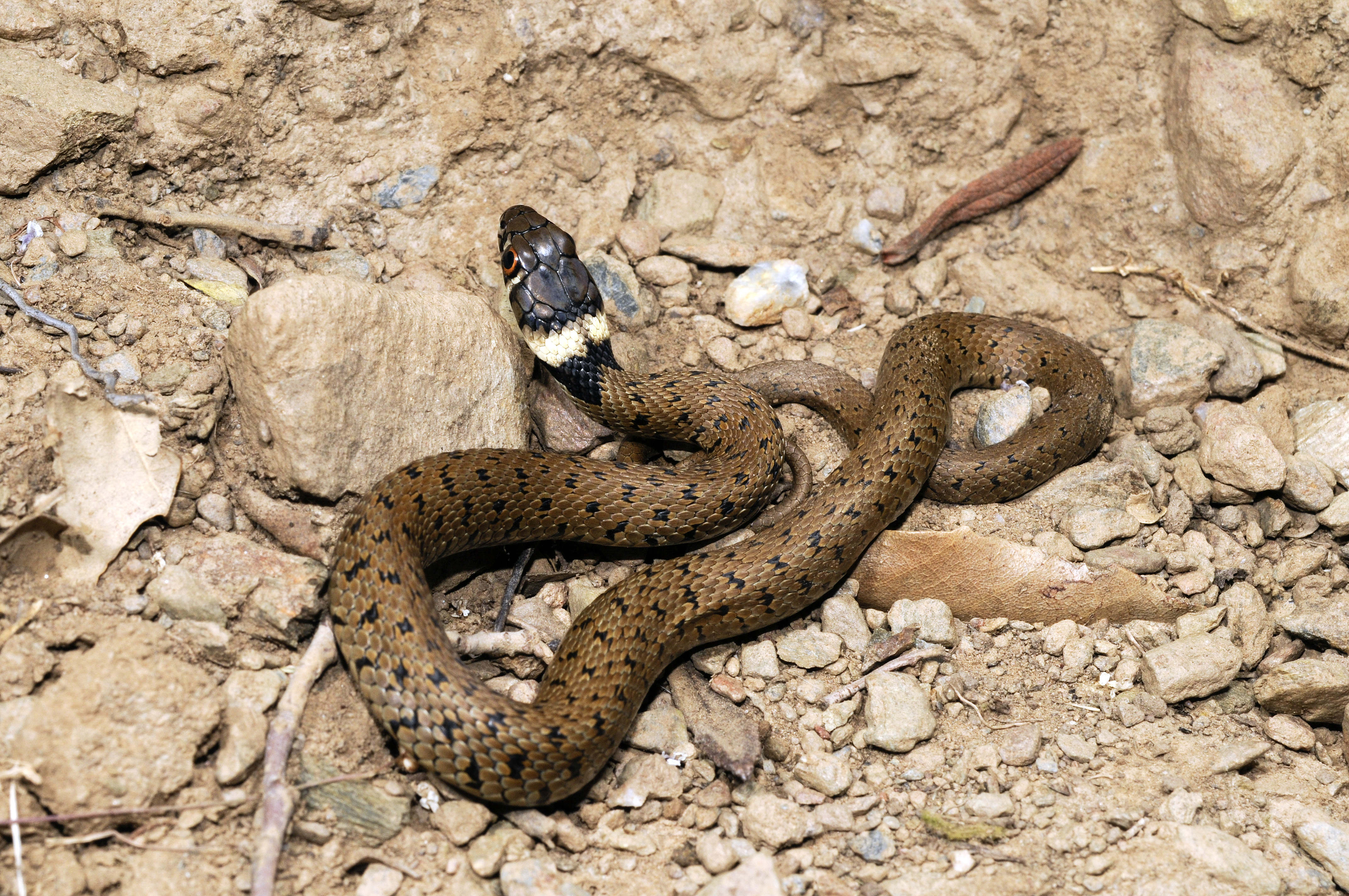